# إيفان ماركيلوف
إيفان ماركيلوف (17 أبريل 1988 بموسكو في روسيا - ) (بالروسية: Иван Александрович Маркелов)‏ هو لاعب كرة قدم روسي في مركز الوسط. لعب مع دينامو موسكو ونادي أورينبورغ ونادي دينامو سانت بطرسبرغ ‏ وسوكول ساراتوف ‏ وكاريليا بتروزافودسك ‏ وFC Vityaz Podolsk ‏ وFC Zenit-2 Saint Petersburg ‏.

## روابط خارجية
- إيفان ماركيلوف على موقع قاعدة بيانات كرة القدم.إي يو (الإنجليزية)
- إيفان ماركيلوف على موقع Soccerway.com (الإنجليزية)
- إيفان ماركيلوف على موقع عالم كرة القدم.نت (الإنجليزية)